# 寧珍
寧珍（1431年—1490年），字伯珍，南直隸鎮江府丹徒縣人，醫籍，明朝政治人物。

## 生平
治《書經》，由太醫院醫生中式順天府鄉試第一百五十三名舉人，會試中式第三百七名。年二十四歲中式景泰五年甲戌科第三甲第十五名進士。

## 家族
行三，曾祖寧仲山；祖寧彥誠；父寧得中，太醫院判；母宋氏。具慶下，妻黃氏，伯得剛（府同知），兄瓚；瑢，弟琮。